# Mirimiri acrodonta
La volpe volante dal muso di scimmia delle Figi (Mirimiri acrodonta Hill & Beckon, 1978) è un pipistrello appartenente alla famiglia degli Pteropodidi unica specie del genere Mirimiri (Helgen, 2005), endemico di una delle Isole Figi.

## Etimologia
Mirimiri è la traduzione nella lingua locale di foschia, che avvolge perennemente le cime dell'isola dove vive.

## Descrizione

### Dimensioni
Pipistrello di medie dimensioni, con la lunghezza dell'avambraccio tra 116 e 120 mm e un peso fino a 250 g.

### Caratteristiche craniche e dentarie
Si distingue dai membri del genere Pteralopex dalla presenza di tre cuspidi sul lato interno dell'ultimo premolare superiore e del primo molare superiore, dall'assenza di qualsiasi cuspide sull'ultimo premolare inferiore e sulla somiglianza tra gli ultimi due molari inferiori. La regione intra-orbitale è più ampia e gli zigomi sono più massicci.
Sono caratterizzati dalla seguente formula dentaria:

### Aspetto
La pelliccia è lunga e lanosa, più corta sulla schiena. Il colore generale del corpo è brunastro, cosparso di peli più brillanti sulle spalle e sulla groppa. Il muso è lungo ed affusolato, gli occhi sono grandi, con l'iride arancione brillante. Le orecchie sono corte e quasi completamente nascoste nella pelliccia. La tibia è densamente ricoperta di peli nella parte dorsale e praticamente priva di peli ventralmente. Le membrane alari sono attaccate sul dorso molto vicine tra loro. È privo di coda, mentre l'uropatagio è ridotto ad una sottile membrana lungo la parte interna degli arti inferiori. Il calcar è corto.

## Biologia

### Comportamento
Si rifugia solitamente o in coppie nel denso fogliame degli alberi. È una specie notturna.

### Alimentazione
Si nutre di frutta.

### Riproduzione
Una femmina gravida è stata catturata e successivamente rilasciata nel mese di maggio.

## Distribuzione e habitat
Questa specie è diffusa nella parte montuosa di Taveuni, una delle Isole Figi. È stata catturata ed osservata soltanto sul Des Vœux Peak o Monte Koroturanga.
La presenza di individui probabilmente di questa specie sul Deilakoro Peak, nella vicina isola di Vanua Levu, necessita di una ricerca più approfondita.
Vive nelle foreste mature umide indisturbate tra i 1.000 e i 1.200 metri di altitudine.

## Conservazione
La IUCN Red List, considerato l'areale veramente ridotto e il continuo degrado del proprio habitat, classifica M. acrodonta come specie in grave pericolo (CR).